# Momona Tamada

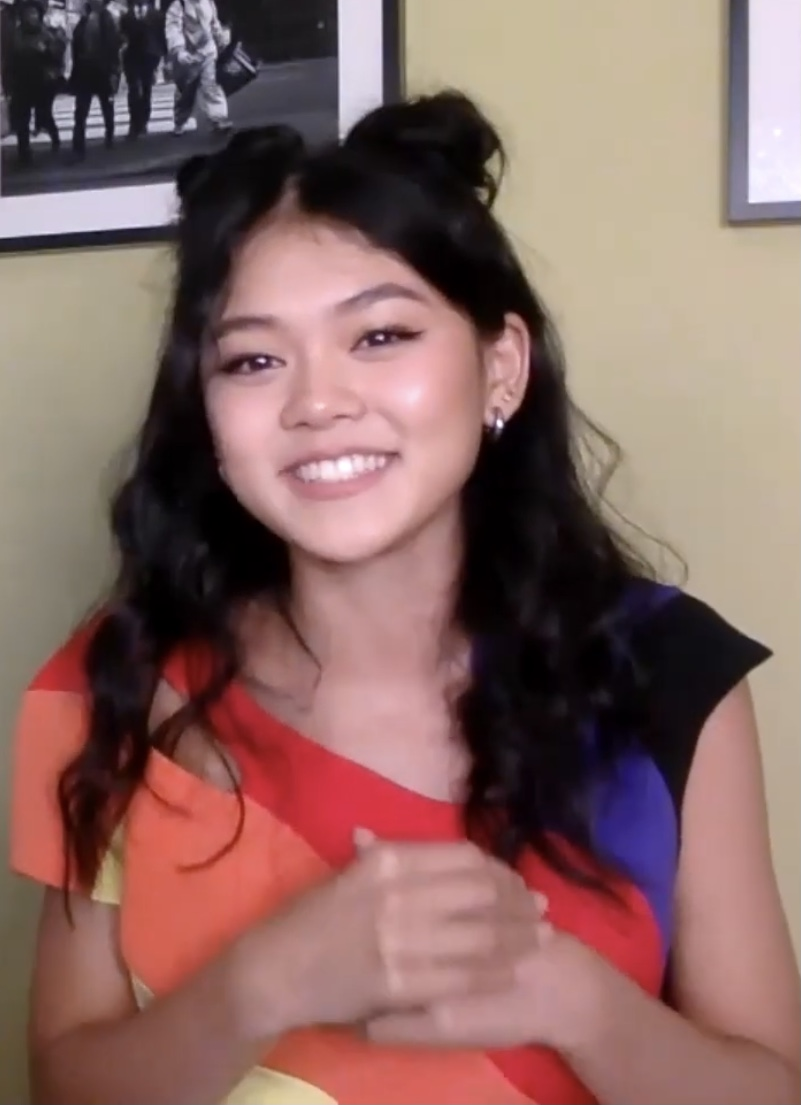
Momona Tamada, 2022

Momona Tamada (japanisch 百々 渚; * 28. September 2006 in Vancouver) ist eine kanadische Schauspielerin japanischer Abstammung. Bekanntheit erlangte sie durch ihre Rolle als Claudia Kishi in der Netflix-Serie Der Babysitter-Club.

## Leben
Tamada wurde in Vancouver als Tochter japanischer Immigranten geboren, wodurch sie fließend Japanisch spricht. Seitdem sie vier Jahre alt war, ist Tamada Tänzerin und hat bereits mehrere Wettbewerbe gewonnen. Sie hat einen Bruder namens Hiro.
Tamada begann ihre Schauspielkarriere mit mehreren Gastrollen in Serien wie The Boys und The Terror. Im Jahr 2020 spielte sie erstmals die Rolle der jungen Lara Jean Covey im Netflix-Film To All the Boys: P.S. I Still Love You. Für den dritten Teil der Filmreihe spielte sie die Rolle im Jahr 2021 erneut.
2020 wurde sie als eine der Hauptrollen in der Netflix-Serie Der Babysitter-Club besetzt und erlangte dadurch größere Bekanntheit.

## Filmografie
- 2019: The Boys (Fernsehserie, Episode 1x06)
- 2019: The Terror (Fernsehserie, Episode 2x10)
- 2020: Gabby Duran und die Unbezähmbaren (Gabby Duran & the Unsittables, Fernsehserie, Episode 1x14)
- 2020: To All the Boys: P.S. I Still Love You
- 2020: Mein WWE Main Event (The Main Event)
- 2020: A Babysitter’s Guide to Monster Hunting
- 2020–2021: Der Babysitter-Club (The Baby-Sitters Club, Fernsehserie, 18 Episoden)
- 2021: To All the Boys: Always and Forever
- 2022: Super PupZ (Fernsehserie, 10 Episoden)
- 2022: Secret Headquarters
- 2022: Oni: Die Geschichte der Donnergöttin (Oni: Kamigami Yama no Onari, Fernsehserie, 4 Episoden, Stimme)
- 2024: Avatar – Der Herr der Elemente (Avatar: The Last Airbender, Fernsehserie)